# Landkreis Kelheim

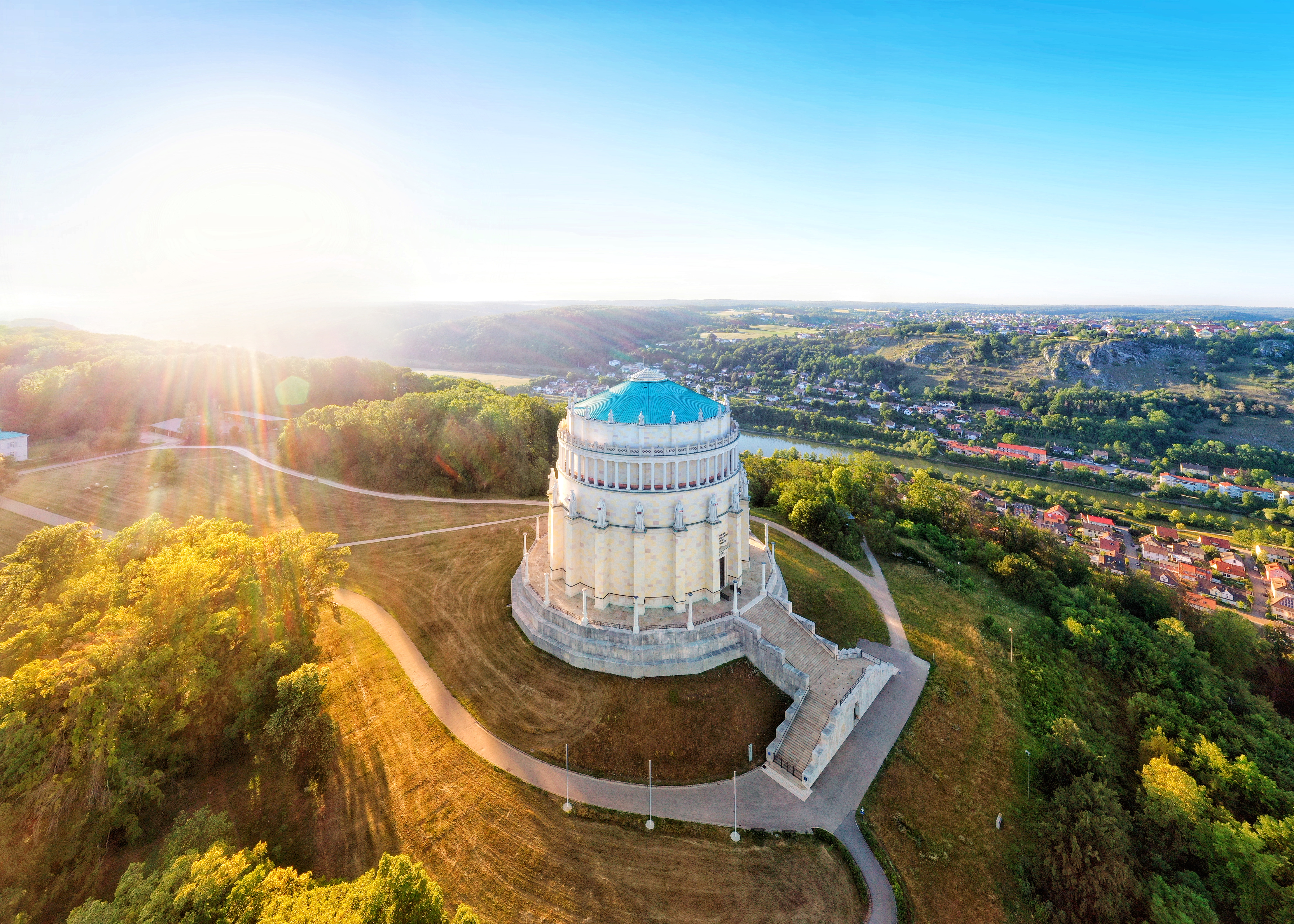
Die Befreiungshalle ist ein Denkmal auf dem Michelsberg oberhalb der Stadt Kelheim

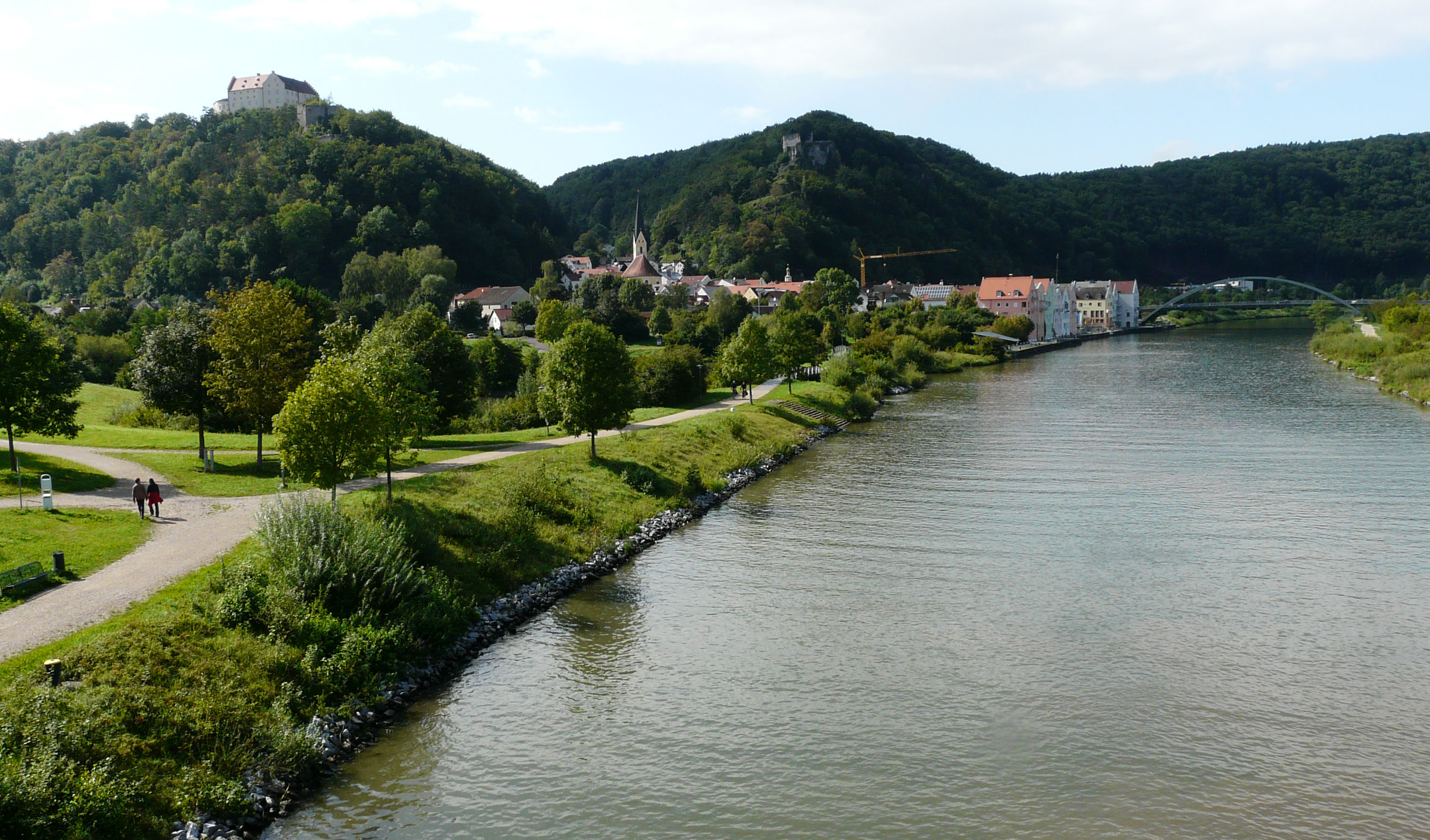
Riedenburg an der Altmühl

Der Landkreis Kelheim ist der westlichste Landkreis des bayerischen Regierungsbezirks Niederbayern. In seiner heutigen Form entstand er im Rahmen der bayerischen Landkreisreform am 1. Juli 1972.

## Geographie

### Lage
Das Kreisgebiet Kelheim wird von Südwesten nach Nordosten von der Donau durchflossen. Sie teilt es in zwei unterschiedlich große Teile. Der kleinere nördliche Teil, links der Donau, wird als Altmühlalb bezeichnet, benannt nach der Altmühl, die im Nordwesten das Kreisgebiet erreicht und dann in südöstlicher Richtung fließt, um bei Kelheim in die Donau zu münden. Die Altmühl ist im gesamten Kreisgebiet kanalisiert und damit Teil des Main-Donau-Kanals, über den die Schiffe bei Kelheim in die Donau einfahren können. Der südliche Teil des Kreisgebiets, rechts der Donau, ist die Hügellandschaft der Hallertau, das vor allem landwirtschaftlich genutzt wird.

### Nachbarkreise
Nachbarlandkreise sind im Norden und Osten der Landkreis Regensburg, im Südosten der Landkreis Landshut, im Süden der Landkreis Freising, im Westen die Landkreise Pfaffenhofen an der Ilm und Eichstätt und im Nordwesten der Landkreis Neumarkt in der Oberpfalz.

### Zugehörigkeit zu Planungsregionen
Der Landkreis Kelheim ist neben dem Landkreis Tirschenreuth der einzige Landkreis in Bayern, durch den eine Regionsgrenze verläuft. Er gehört größtenteils zur Planungsregion Regensburg, nur das Mittelzentrum Mainburg im Süden des Landkreises mit den fünf Gemeinden Aiglsbach, Attenhofen, Elsendorf, Mainburg und Volkenschwand gehört zur Planungsregion Landshut.

## Geschichte

### Landgerichte
Auf dem Gebiet des heutigen Landkreises Kelheim wurden 1803 die Landgerichte Abensberg, Kelheim und Riedenburg gebildet. Die beiden ersten gehörten zum Regenkreis, das Landgericht Riedenburg zunächst zum Altmühlkreis, ab 1810 ebenfalls zum Regenkreis. 1838 kamen die Landgerichte Abensberg und Kelheim zu Niederbayern, das bis dahin Unterdonaukreis hieß. Riedenburg verblieb beim Regenkreis, der dann als Oberpfalz bezeichnet wurde. 1854 gab das Landgericht Kelheim einige Gemeinden an die Gerichte Stadtamhof und Regensburg (beide Oberpfalz) ab. 1857 wurde aus 17 Gemeinden des Landgerichts Abensberg sowie einigen Gemeinden der benachbarten Landgerichte Moosburg und Pfaffenhofen ein eigenes Landgericht Mainburg gebildet.

### Bezirksämter
Dieses Landgericht Mainburg bildete 1862 mit dem 1838 eingerichteten Landgericht Rottenburg an der Laaber das Bezirksamt Rottenburg an der Laaber. Das Landgericht Riedenburg kam zum Bezirksamt Hemau. Die beiden Landgerichte Abensberg und Kelheim bildeten fortan das Bezirksamt Kelheim. 1879 wurde das Gebiet um Riedenburg dem Bezirksamt Beilngries zugeteilt. 1901 wurde das Gebiet um Mainburg aus dem Bezirksamt Rottenburg an der Laaber herausgelöst und ein eigenes Bezirksamt Mainburg errichtet. 1908 wurde schließlich auch in Riedenburg ein eigenes Bezirksamt gebildet.
Am 1. April 1927 gab das Bezirksamt Kelheim die Gemeinden Laaberberg, Obereulenbach und Rohr in Niederbayern an das Bezirksamt Rottenburg an der Laaber ab.

### Landkreise
Am 1. Januar 1939 wurde im Deutschen Reich die Bezeichnung Landkreis eingeführt. So wurden aus den Bezirksämtern die Landkreise Kelheim, Mainburg, Riedenburg und Rottenburg an der Laaber.

### Landkreis Kelheim
Im Rahmen der bayerischen Landkreisreform wurde am 1. Juli 1972 der heutige Landkreis Kelheim gebildet. Zum alten Landkreis Kelheim hinzu traten
- die Stadt Mainburg  sowie die Gemeinden Aiglsbach, Appersdorf, Attenhofen, Berghausen, Ebrantshausen, Großgundertshausen, Holzmannshausen, Leibersdorf, Lindkirchen, Meilenhofen, Mitterstetten, Oberempfenbach, Oberpindhart, Oberwangenbach, Pötzmes, Ratzenhofen, Sandelzhausen, Steinbach, Volkenschwand und Walkertshofen aus dem aufgelösten Landkreis Mainburg
- die Gemeinden Neulohe und Painten aus dem aufgelösten Landkreis Parsberg
- die Stadt Riedenburg sowie die Gemeinden Baiersdorf, Buch, Eggersberg, Hattenhausen, Jachenhausen, Meihern, Otterzhofen, Perletzhofen, Prunn, Schaitdorf und Thann aus dem aufgelösten Landkreis Riedenburg
- die Gemeinden Adlhausen, Herrngiersdorf, Laaberberg, Langquaid, Leitenhausen, Niederleierndorf, Obereulenbach, Oberleierndorf, Paring, Rohr in Niederbayern, Sandsbach, Semerskirchen, Sittelsdorf und Wildenberg aus dem aufgelösten Landkreis Rottenburg an der Laaber.

Der Landkreis Kelheim gab seinerseits die Gemeinde Bergmatting an den Landkreis Regensburg ab.

### Einwohnerentwicklung

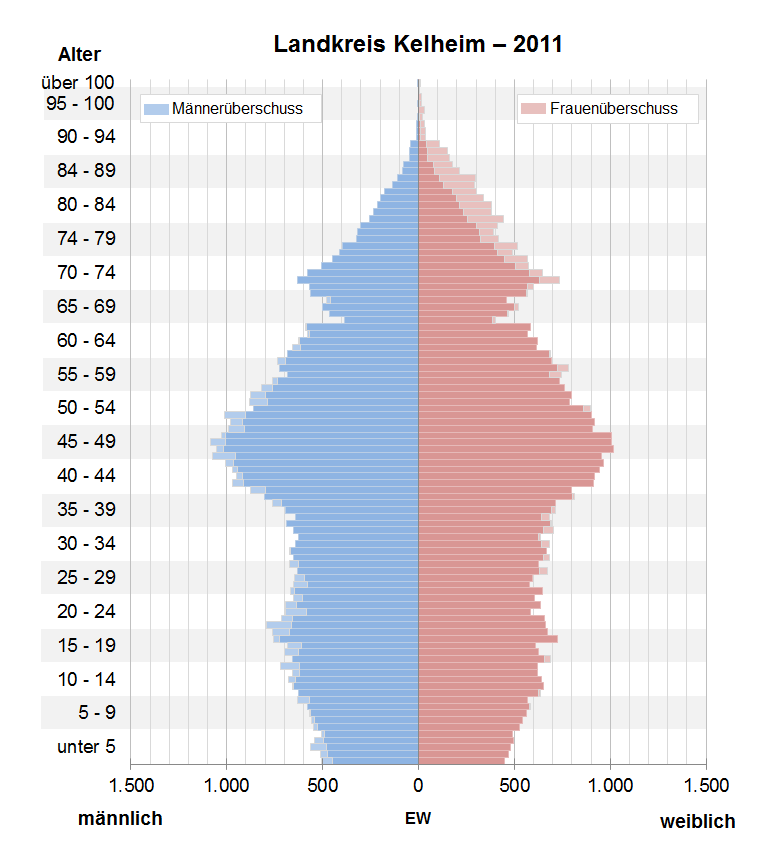
Bevölkerungspyramide für den Kreis Kelheim (Datenquelle: Zensus 2011)

Der Landkreis Kelheim gewann von 1988 bis 2008 knapp 22.000 Einwohner hinzu bzw. wuchs um ca. 24 %. Er profitierte von der Nähe zu den Wachstumsregionen Ingolstadt und Regensburg.
Im Zeitraum 1988 bis 2018 stieg die Einwohnerzahl von 91.274 auf 122.258 um 30.984 Einwohner bzw. um 34 %.
Die Einwohnerzahlen ab 1840 beziehen sich auf den Gebietsstand vom 25. Mai 1987.
| Jahr          | 1840   | 1871   | 1900   | 1925   | 1939   | 1950   | 1961   | 1970   | 1987   | 1991   | 1995    | 2000    | 2005    | 2010    | 2015    |
| Einwohnerzahl | 40.961 | 48.563 | 53.522 | 58.474 | 61.456 | 87.187 | 79.373 | 85.370 | 90.040 | 96.999 | 104.063 | 109.510 | 113.237 | 113.147 | 118.965 |

## Politik

### Kreistag
Der Kreistag besteht aus 60 Mitgliedern. Die Kreistagswahl am 15. März 2020 führte zu folgendem Ergebnis:
| Kreistagswahl 2020Wahlbeteiligung: 61,5 % (+1,8 %) %403020100 34,115,011,110,47,86,35,44,33,42,2 CSUFWSPDGrüneSLUeÖDPAfDJLhFDPBPGewinne und Verlusteim Vergleich zu 2014 %p 6 4 2 0 −2 −4 −6−0,2−1,3−4,8+3,1−0,7−0,24+5,4−0,9+0,1−0,4CSUFWSPDGrüneSLUÖDPAfDJLFDPBPAnmerkungen:e Stadt–Land–Unionh Junge Liste | Sitzverteilung im Kreistag Kelheim seit 2020Insgesamt 60 Sitze - SPD: 7 - Grüne: 6 - ÖDP: 4 - JL: 3 - SLU: 5 - FW: 9 - FDP: 2 - CSU: 20 - BP: 1 - AfD: 3 |

| Parteien und Wählergemeinschaften | Parteien und Wählergemeinschaften                          | 2020   | 2020   | 2014   | 2014   | 2008   | 2008   | 2002   | 2002   | 1996   | 1996   |
| Parteien und Wählergemeinschaften | Parteien und Wählergemeinschaften                          | %      | Sitze  | %      | Sitze  | %      | Sitze  | %      | Sitze  | %      | Sitze  |
| --------------------------------- | ---------------------------------------------------------- | ------ | ------ | ------ | ------ | ------ | ------ | ------ | ------ | ------ | ------ |
| CSU                               | Christlich-Soziale Union in Bayern                         | 34,1   | 20     | 34,3   | 21     | 32,8   | 21     | 39,1   | 24     | 37,1   | 23     |
| FW                                | Freie Wähler Bayern                                        | 15,0   | 09     | 16,3   | 10     | 17,8   | 10     | 17,4   | 10     | 15,6   | 09     |
| SPD                               | SPD Bayern                                                 | 11,1   | 07     | 15,9   | 09     | 17,9   | 11     | 21,1   | 13     | 23,5   | 15     |
| Grüne                             | Grüne Bayern                                               | 10,4   | 06     | 7,3    | 04     | 5,8    | 04     | 4,6    | 03     | 5,8    | 03     |
| SLU                               | Stadt–Land–Union                                           | 7,8    | 05     | 8,5    | 05     | 8,6    | 05     | 10,2   | 06     | 9,3    | 06     |
| ÖDP                               | Ökologisch–Demokratische Partei                            | 6,3    | 04     | 6,6    | 04     | 5,6    | 03     | 0–     | 0–     | 0–     | 0–     |
| AfD                               | AfD Bayern                                                 | 5,4    | 03     | 0–     | 0–     | 0–     | 0–     | 0–     | 0–     | 0–     | 0–     |
| JL                                | Junge Liste                                                | 4,3    | 03     | 5,2    | 03     | 6,2    | 03     | 0–     | 0–     | 0–     | 0–     |
| FDP                               | FDP Bayern                                                 | 3,4    | 02     | 3,3    | 02     | 5,3    | 03     | 2,7    | 01     | 2,1    | 01     |
| BP                                | Bayernpartei                                               | 2,2    | 01     | 2,6    | 02     | 0–     | 0–     | 0–     | 0–     | 0–     | 0–     |
| ÖDP/PU                            | Ökologisch–Demokratische Partei/Parteifreie Umweltschützer | 0–     | 0–     | 0–     | 0–     | 0–     | 0–     | 4,8    | 03     | 3,8    | 02     |
| REP                               | Die Republikaner                                           | 0–     | 0–     | 0–     | 0–     | 0–     | 0–     | 0–     | 0–     | 2,8    | 01     |
| gesamt                            | gesamt                                                     | 100,0  | 60     | 100,0  | 60     | 100,0  | 60     | 99,9   | 60     | 100,0  | 60     |
| Wahlbeteiligung                   | Wahlbeteiligung                                            | 61,5 % | 61,5 % | 59,7 % | 59,7 % | 63,4 % | 63,4 % | 66,5 % | 66,5 % | 71,7 % | 71,7 % |

### Bezirksamtsvorstände (bis 1938) und Landräte (ab 1939)
| Jahr/Datum Amtszeit    | Name                     |
| ---------------------- | ------------------------ |
| 1917–1922              | Ludwig Osthelder         |
| 1922–1925              | Richard Hönig            |
| 1925–1930              | Michael Freudensberger   |
| 1930–1945              | Friedrich Abert          |
| 14. Mai 1945–1946      | Franz Klenner            |
| 06. Juni 1946–1958     | Ludwig Berger (CSU)      |
| 01. Mai 1958–1966      | Josef Bauer (CWG)        |
| 08. März 1967–1978     | Rudolf Faltermeier (SPD) |
| 01. Mai 1978–1986      | Ludwig Kreitmeyr (CSU)   |
| 17. Dezember 1986–1992 | Manfred Kreitczick (CSU) |
| 01. November 1992–2016 | Hubert Faltermeier (FW)  |
| seit 1. November 2016  | Martin Neumeyer (CSU)    |

Bei der Wahl am 15. März 2020 wurde Martin Neumeyer mit 70,9 % der gültigen Stimmen im Amt bestätigt.

### Wappen und Flagge
| Wappen des Landkreises Kelheim | Blasonierung: „Unter Schildhaupt mit den bayerischen Rauten gespalten; vorne geteilt von Silber und Blau mit drei, zwei zu eins gestellten, heraldischen Rosen in verwechselten Farben; hinten schräg geteilt von Silber und Schwarz.“ |
| Wappen des Landkreises Kelheim | Wappenbegründung: Die Elemente stammen aus den Familienwappen der Wittelsbacher, der Herren von Sittling, von Stein und Wöhr, von Riedenburg und von Abensberg.                                                                        |

Offizielle Flagge des Landkreises Kelheim

Als inoffizielle Landkreisfahne wird eine weiß-blaue Flagge mit dem Landkreiswappen verwendet; die 1975 angenommene und von der Regierung von Niederbayern genehmigte blau-weiß-blaue Flagge wird nicht verwendet.

## Wirtschaft und Infrastruktur
Im Zukunftsatlas 2019 belegte der Landkreis Platz 201 von 401 Landkreisen, Kommunalverbänden und kreisfreien Städten in Deutschland und zählt damit zu den Regionen mit einem ausgeglichenen Chancen/Risiko-Verhältnis.

### Verkehr

#### Straßenverkehr
Durch das Kreisgebiet führt von Südwesten nach Nordosten die A 93 (München-Regensburg). Bei Saalhaupt zweigt außerdem mit der B 15n eine autobahnähnliche Bundesstraße ab, die im Endausbau über Landshut bis Rosenheim führen soll. Folgende Bundesstraßen durchqueren den Landkreis: B 16 in Südwest-Nordost-Richtung und nahezu parallel zur A 93, B 299 in Nordwest-Südost-Richtung und B 301 von Süden kommend.
Der Flughafen München ist 25 km Luftlinie von der Kreisgrenze entfernt. In Kelheim befindet sich der Binnenhafen Kelheim/Saal.

#### Schienenverkehr
Die Bayerischen Staatseisenbahnen eröffneten 1874 die dem Donautal folgende Bahnstrecke Regensburg–Ingolstadt, von der ab 1875 in Saal eine Stichbahn nach der Kreisstadt Kelheim abzweigte.
Aus der Nachbarschaft führten folgende Lokalbahnstrecken ins Kreisgebiet herein:
- 1895: Wolnzach Bahnhof–Enzelhausen–Mainburg
- 1903: Eggmühl–Langquaid
- 1904: Ingolstadt Nord–Riedenburg

Alle diese Lokalbahnen und die Stichbahn nach Kelheim wurden für den Personenverkehr stillgelegt, sodass von den ursprünglich 79 Schienenkilometern nur noch 40 km mit Personenzügen befahren werden. Einige der Nebenstrecken werden jedoch auch heute (2006) noch für den Güterverkehr verwendet.
- 1968: Eggmühl–Niederleierndorf–Langquaid (6 km), nur noch Güterverkehr
- 1969: Wolnzach Bahnhof–Puttenhausen–Mainburg (23 km), Güterverkehr auf einer Teilstrecke
- 1972: Ingolstadt Nord–Schambach–Riedenburg (4 km), abgebaut
- 1988: Saal–Kelheim (6 km)

Die Zahlen in Klammern beziehen sich auf die Streckenlänge im Kreisgebiet.

## Gemarkungen
Im Landkreis gibt es 128 Gemarkungen mit 135 Gemarkungsteilen.

## Gemeinden
(Einwohner am 31. Dezember 2024)
| Städte 1. Abensberg (15.061) 2. Kelheim (17.066) 3. Mainburg (15.271) 4. Neustadt a.d.Donau (14.778) 5. Riedenburg (6090) Märkte 1. Bad Abbach (12.545) 2. Essing (1124) 3. Langquaid (5936) 4. Painten (2252) 5. Rohr i.NB (3507) 6. Siegenburg (4160) Weitere Gemeinden 1. Aiglsbach (1905) 2. Attenhofen (1459) 3. Biburg (1401) 4. Elsendorf (2127) 5. Hausen (2280) 6. Herrngiersdorf (1412) 7. Ihrlerstein (4184) 8. Kirchdorf (934) 9. Saal a.d.Donau (5685) 10. Teugn (1731) 11. Train (1957) 12. Volkenschwand (1750) 13. Wildenberg (1422) Gemeindefreie Gebiete (65,71 km²) 1. Dürnbucher Forst (45,30 km²) 2. Frauenforst (19,84 km²) 3. Hacklberg (0,57 km²) | Verwaltungsgemeinschaften 1. Ihrlerstein (Markt Essing und Gemeinde Ihrlerstein) 2. Langquaid (Markt Langquaid und Gemeinden Hausen und Herrngiersdorf) 3. Mainburg (mit Sitz in Mainburg; Mitgliedsgemeinden: Aiglsbach, Attenhofen, Elsendorf und Volkenschwand) 4. Saal a.d.Donau (Gemeinden Saal a.d.Donau und Teugn) 5. Siegenburg (Markt Siegenburg und Gemeinden Biburg, Kirchdorf, Train und Wildenberg) |

## Gemeinden des Altlandkreises
Vor dem Beginn der bayerischen Gebietsreform umfasste der Landkreis Kelheim in den 1960er Jahren 56 Gemeinden:

Landkreis Kelheim, Gemeindegrenzenkarte von 1961

| - Abensberg (Stadt) - Altdürnbuch, heute zu Biburg - Arnhofen, heute zu Abensberg - Arresting, heute zu Neustadt an der Donau - Bachl, heute zu Rohr in Niederbayern - Bad Abbach (Markt) - Bad Gögging, heute zu Neustadt an der Donau - Bergmatting, heute zu Sinzing - Biburg - Dünzling, heute zu Bad Abbach - Eining, heute zu Neustadt an der Donau - Einmuß, heute zu Saal an der Donau - Essing (Markt) - Geibenstetten, heute zu Neustadt an der Donau - Großmuß, heute zu Hausen - Hausen - Helchenbach, heute zu Rohr in Niederbayern - Herrnsaal, heute zu Kelheim - Herrnwahlthann, heute zu Hausen - Hienheim, heute zu Neustadt an der Donau - Hörlbach, heute zu Abensberg - Holzharlanden, heute zu Abensberg - Ihrlerstein - Irnsing, heute zu Neustadt an der Donau - Kapfelberg, heute zu Kelheim - Kelheim (Stadt) - Kelheimwinzer, heute zu Kelheim - Kirchdorf | - Lengfeld, heute zu Bad Abbach - Lohstadt, heute zu Kelheim - Marching, heute zu Neustadt an der Donau - Mitterfecking, heute zu Saal an der Donau - Mühlhausen, heute zu Neustadt an der Donau - Neustadt an der Donau (Stadt) - Niederumelsdorf, heute zu Siegenburg - Oberndorf, heute zu Bad Abbach - Oberulrain, heute zu Neustadt an der Donau - Offenstetten, heute zu Abensberg - Peising, heute zu Bad Abbach - Poikam, heute zu Bad Abbach - Pullach, heute zu Abensberg - Reißing, heute zu Saal an der Donau - Saal an der Donau - Saalhaupt, heute zu Bad Abbach - Sallingberg, heute zu Rohr in Niederbayern - Sandharlanden, heute zu Abensberg - Schneidhart, heute zu Langquaid - Schwaig, heute zu Neustadt an der Donau - Siegenburg (Markt) - Staubing, heute zu Kelheim - Stausacker, heute zu Kelheim - Teuerting, heute zu Saal an der Donau - Teugn - Thaldorf, heute zu Kelheim - Train - Weltenburg, heute zu Kelheim |

Mehrere Gemeinden hatten bereits bis 1946 ihre Selbständigkeit verloren und waren eingemeindet worden:
- Affecking, am 1. Oktober 1937 zu Kelheim
- Altessing, 1938 zu Essing
- Aunkofen, am 1. April 1939 zu Abensberg
- Gronsdorf, am 1. Januar 1946 zu Kelheim
- Grub, vor 1928 zu Schneidhart
- Klosterrohr, am 1. Januar 1910 zu Rohr
- Mauern, am 1. Januar 1946 zu Neustadt
- Neuessing, 1938 zu Essing
- Neukelheim, am 1. Januar 1935 zu Ihrlerstein
- Peterfecking,  am 1. Januar 1911 zu Mitterfecking
- Randeck, 1924 zu Altessing
- Schambach, 1938 zu Einmuß
- Staudach, am 1. Januar 1946 zu Siegenburg
- Tollbach, am 1. Januar 1946 zu Siegenburg
- Walddorf, am 1. Januar 1935 zu Ihrlerstein

## Schutzgebiete
Im Landkreis gibt es 13 Naturschutzgebiete, neun Landschaftsschutzgebiete, 17 FFH-Gebiete und mindestens 48 vom Bayerischen Landesamt für Umwelt ausgewiesene Geotope (Stand Februar 2017). Bedeutsam ist außerdem der Naturwald Buchenwälder in der südlichen Frankenalb, der mit einer Größe von über 1.077 Hektarn zu den größten Waldschutzgebieten Bayerns gehört.

## Kfz-Kennzeichen
Am 1. Juli 1956 wurde dem Landkreis bei der Einführung der bis heute gültigen Kfz-Kennzeichen das Unterscheidungszeichen KEH zugewiesen. Es wird durchgängig bis heute ausgegeben. Seit dem 10. Juli 2013 sind durch die Kennzeichenliberalisierung auch die Unterscheidungszeichen MAI (Mainburg), PAR (Parsberg), RID (Riedenburg) und ROL (Rottenburg an der Laaber) erhältlich.

## Sport
2021 bewarb sich der Kreis zusammen mit Regensburg als Host Town für die Gestaltung eines viertägigen Programms für eine internationale Delegation der Special Olympics World Summer Games 2023 in Berlin. 2022 wurde er als Gastgeber für Special Olympics Tschechien ausgewählt. Damit wurde er Teil des größten kommunalen Inklusionsprojekts in der Geschichte der Bundesrepublik mit mehr als 200 Host Towns.